# Васкесу (озеро)
Васкесу — озеро, расположенное приблизительно в центре национального парка Принс-Альберт.
Название озера, означающее вапити в переводе с языка Кри, является также названием курортного городка на серево-западе от города Принс-Альберт в провинции Саскачеван на восточном берегу озера.
Озеро Васкесу в настоящее время является наиболее освоенным водоёмом в парке и насчитывает множество мест отдыха и развлечений вдоль всей береговой линии, включая две площадки для кемпинга: Red Deer и Beaver Glen.
Неподалёку от западного берега расположен остров Кинга (прежнее название — остров Дьявола), названный в честь основателя парка Уильяма Лайона Макензи Кинга.